# سيبيل بلان
سيبيل بلان هي مقدمة برامج إذاعية وممثلة سويسرية، ولدت في 3 يناير 1974 في Aubonne ‏ في سويسرا.

## وصلات خارجية
- سيبيل بلان على موقع IMDb (الإنجليزية)
- سيبيل بلان على موقع روتن توميتوز (الإنجليزية)
- سيبيل بلان على موقع ألو سيني (الفرنسية)
- سيبيل بلان على موقع قاعدة بيانات الفيلم (الإنجليزية)
- سيبيل بلان على موقع كينوبويسك (الروسية)